# 1466 Mündleria
1466 Mündleria là một tiểu hành tinh vành đai chính với chu kỳ quỹ đạo là 1338.6641916 ngày (3.67 năm).
Tiểu hành tinh được phát hiện ngày 31 tháng 5 năm 1938.